# Nihilizam
Nihilizam (lat. nihil –  ništa) je filozofski pogled koji poriče ili kojemu nedostaje vjerovanje da postoji bilo kakav smisao života. Najčešće je predstavljen kao egzistencijalni nihilizam, koji tvrdi da život nema objektivnog značenja, smisla ili intrinzične vrijednosti. Moralni nihilisti tvrde da moralnost ne postoji. Nihilizam može biti predstavljen preko epistemoloških, ontoloških ili metafizičkih oblika, što znači da on predstavlja tvrdnju da znanje nije moguće, ili da stvarnost zapravo ne postoji.
Termin nihilizam prvi puta upotrebljava Turgenjev u romanu Očevi i djeca (1862.) karakterizirajući njime životni stav i poglede svog junaka Bazarova. Nasuprot idolatrijskim shvaćanjima okoline, Bazarov se cinički odnosi prema svakom autoritetu radikalno ispovijedajući jedino naturalističku filozofiju i znanost, no njegovu je posvemašnom kriticizmu stran i svaki konstruktivni društveni napor. Takvo nastrojenje obilježava i ondašnji politički pokret koji se manifestirao anarhizmom, a razvio se osobito među studentima. Njihov radikalni individualizam, i pored naglašene materijalističko-kritičke osnove, treba razlikovati od socijalne doktrine Černiševskog, Dobroljubova, Pisareva i njihova kruga. Širenjem ruske književnosti termin je preuzet na Zapadu, ali bez izrazitije političke konotacije, prvenstveno kao oznaka za svojevrsni ateizam kojeg su prototipovi junaci Dostojevskog, Ivan Karamazov i Kirilov. Takav nihilizam najbolje očituje stav: ako nema boga, sve je dopušteno, tj. tada je najviša vrijednost individualna sloboda, a njena je kruna egzistencijalni izbor samoubojstva.
U filozofiji, pojam nihilizam javlja se uglavnom u dva značenja: kao logičko-spoznajni nihilizam, koji odriče svaku objektivnu vrijednost filozofsko-znanstvene spoznaje te stoji u bližoj vezi s radikalnim skepticizmom i kao moralno-politički nihilizam, prema kojemu se društvene i političke vrijednosti ne mogu utemeljiti ni na kakvim racionalnim argumentima. Takav se nihilizam javlja kod Seksta Empirika, Gorgije, Maxa Stirnera, Paula Mongréa, Friedricha Nietzschea, Alberta Camusja i drugih, a Martin Heidegger njime karakterizira opće stanje europskog duha novog znanstveno-tehničkog doba.